# Ami Yuasa
Ami Yuasa (湯浅 亜実, Yuasa Ami, 11 de dezembro de 1998), conhecida como b-girl Ami, é uma breakdancer japonesa, campeã olímpica e, bicampeã dos campeonatos mundiais Red Bull BC One (2018 e 2023) e World Breaking Champions (WDSF 2019 e 2022). É membro da Good Foot Crew.

## Biografia

### Infância
Ami Yuasa nasceu em 11 de dezembro de 1998 na cidade japonesa de Kawaguchi (Prefeitura de Saitama). Ela se formou na Escola Secundária de Kawaguchi da Prefeitura de Saitama (em japonês:  川口市立高等学校) e, posteriormente na Faculdade de Letras da Universidade de Komazawa (em japonês:  駒澤大学), , no Departamento de Literatura Inglesa e Americana.
Graduado pela Kawaguchi City Kawaguchi High School (atualmente Kawaguchi City High School), Departamento de Literatura Inglesa e Americana, Faculdade de Letras, Universidade Komazawa

### Carreira
Em 2004, Yuasa começou a aprender hip-hop na primeira série do ensino fundamental devido à influência de sua irmã Ayu, que é quatro anos mais velha que ela, e começou a fazer breakdance na quinta série. Treinando então com alguns b-boys de destaque do Japão, com Katsu-One, Taisuke e, Wata. Iniciando profissionalmente a carreira em 2009.
Em 2016, junto com a irmã venceram a competição Battle of the Year 2v2 B-Girl, e em 2018 ganhou o título Silverback Open B-Girl e a competição Undisputed World B-Boy Series B-Girl.
Em abril de 2018, Yuasa foi a primeira b-girl a vencer a final mundial do Red Bull BC One, realizado em Zurique, Suíça, entando assim para o elenco do Red Bull BC One All Stars. Em 2019, ela venceu o Campeonato Mundial de Breaking WDSF inaugural (WDSF World Breaking Championships), realizado em Nanquim, China. A partir de então recebeu convites para julgar competições. Em setembro desse mesmo ano, Yuasa venceu o 1º Campeonato Mundial Urbano realizado em Budapeste, Hungria. Iniciou a turnê mundial com o Red Bull BC One All Stars.
Em novembro de 2020, ela venceu o 2º All Japan Breaking Championships na divisão Open B-girl (em japonês:  回全日本ブレイキン選手権オープンBGIRL部門). No ano seguinte, foi a segunda colocada no 3º Campeonato Mundial de Breaking WDSF realizado em Paris, França. Embora ela não tenha conseguido vencer pela segunda vez consecutiva, ela e sua irmã Ayu, que ficou em terceiro, subiram ao pódio juntas.
Em 2022, Yuasa participou dos Jogos Mundiais na modalidade de dança esportiva (Dancesport at 2022 The World Games, IWGA), na cidde norte-americana de Birmingham (Estados Unidos) onde ganhou a medalha de ouro, por 4 a 0 contra a norte-americana Sunny Choi, subindo ao pódio junto com a compatriota Ayumi Fukushima que ganhou o bronze. Em outubro desse mesmo ano, ela venceu o 4º Campeonato Mundial de Breaking WDSF (em japonês:  第4回WDSF世界ブレイキン選手権) realizado em Seul (Coreia do Sul), pela segunda vez, após sua vitória em 2019.
Em 2023, Ami ganhou novamente o Red Bull BC One em Paris e, prata nos Jogos Asiáticos (Asian Games), bem como no Campeonato Continental Asiático (Asian Continental Championships) na cidade chinesa de Hangzhou, China. Nesse mesmo ano também venceu o WDSF Breaking For Gold World Series na cidde brasileira do Rio de Janeiro, Brasil.
Yuasa representou o Japão como a b-girl Ami nos Jogos Olímpicos de Verão de 2024, ganhando a medalha de ouro.
Atualmente reside e treina na prefeitura de Kanagawa.

## Conquistas
| ANO  | TORNEIO                                | POSIÇÃO | LOCAL                       | REF                  |
| ---- | -------------------------------------- | ------- | --------------------------- | -------------------- |
| 2024 | Jogos Olímpicos de Verão de 2024       | 1º      | París (França)              | [ 17 ] [ 18 ] [ 19 ] |
| 2022 | Jogos Mundiais de 2022                 | 1º      | Birmingham (Estados Unidos) | [ 1 ] [ 14 ] [ 13 ]  |
| 2022 | 4º Campeonato Mundial de Breaking WDSF | 1º      | Seul (Coreia do Sul)        | [ 15 ] [ 16 ]        |
| 2021 | 3º Campeonato Mundial de Breaking WDSF | 2º      | Paris (França)              | [ 10 ] [ 11 ] [ 12 ] |
| 2020 | 2º Campeonato de Breaking All Japan    | 1º      | Tóqui (Japão)               | [ 9 ]                |
| 2019 | 1º Campeonato Mundial Urbano           | 1º      | Budapeste (Hungria)         | [ 8 ]                |
| 2019 | Campeonato Mundial de Breaking WDSF    | 1º      | Nanquim (China)             | [ 4 ]                |
| 2018 | Red Bull BC One                        | 1º      | Zurique (Suíça)             | [ 4 ]                |